# Reischenhart

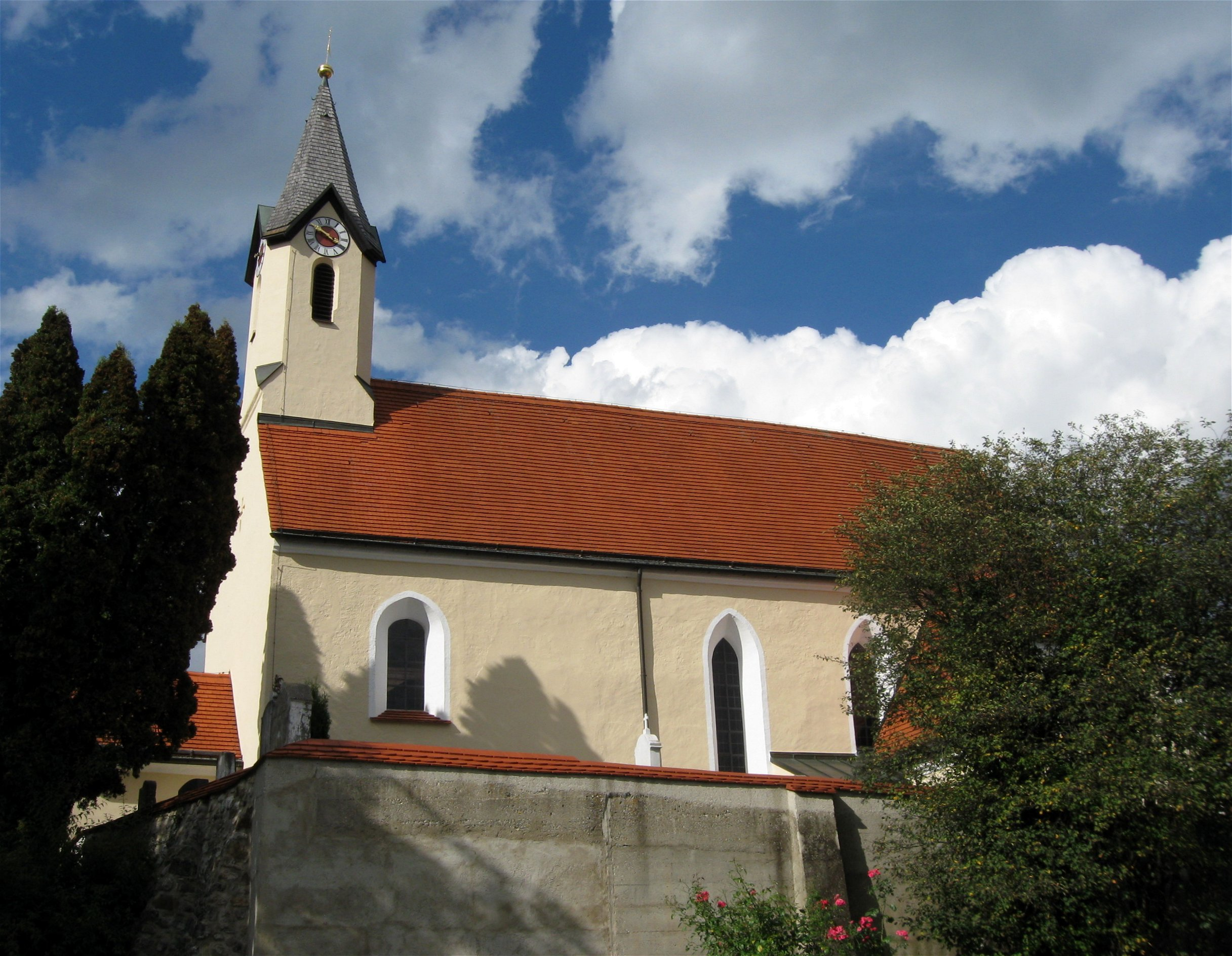
St. Petrus in Reischenhart

Reischenhart ist eine Gemarkung und ein Gemeindeteil der Gemeinde Raubling im oberbayerischen Landkreis Rosenheim.

## Geographie
Das Kirchdorf liegt an der Bundesautobahn 93 nahe des Inns zwei Kilometer südlich von Raubling.

## Geschichte
Erstmals wird die Kirche 1315 in den Konradinischen Matrikeln erwähnt. Die 1818 durch das bayerische Gemeindeedikt gegründete Gemeinde Reischenhart wurde im Zuge der Gebietsreform in Bayern am 1. Mai 1978 nach Raubling eingemeindet.